# سوشیلا کارکی
سوشیلا کارکی (انگلیسی: Sushila Karki؛ زادهٔ ۷ ژوئن ۱۹۵۲) قاضی و سیاستمدار اهل نپال است. او رئیس دادگستری سابق دیوان عالی نپال و تنها زنی می‌باشد که این پست را به عهده داشته‌است. کارکی در ۱۱ ژوئیه ۲۰۱۶ رئیس دادگستری شد. شورای قانون اساسی به سرپرستی نخست‌وزیر او را برای این پست توصیه کرد.
وی به دلیل تحمل صفر در برابر فساد شناخته شده‌است. در ۳۰ آوریل ۲۰۱۷، یک طرح استیضاح در پارلمان فدرال نپال علیه کاراکی، توسط مرکز مائوئیست و کنگره نپالی تسلیم شد. با این حال، پس از فشار عمومی و دستور موقت دادگاه عالی از این اتهام عقب‌نشینی کرد.